# 강단사회주의
강단사회주의(講壇社會主義, 독일어: Katheder-Sozialismus)는 1870년대 독일 제국에서 등장한 "신역사학파 경제학"의 별칭이다.
19세기 후반 프로이센 왕국의 국내통일 및 독일제국 출범이 이루어진 독일에서는 산업혁명 진행에 따른 경제격차 확대 등 사회문제가 가시화되었고, 사회주의 세력이 정치적으로 대두하고 있었다. 이런 상황에서 구스타프 폰 슈몰러, 루요 브렌타노 등 신역사학파 경제학자들은 1873년 "사회정책학회"를 결성하여 사회정책을 통한 사회문제 해결과 사회주의 세력 확대 저지를 표방했다. 신역사학파 경제학은 사회주의 저지를 위해 국가의 경제에 대한 개입을 합리화했고, 자유방임을 지지한 맨체스터학파와 대결했다. 예로 하인리히 베른하르트 오펜하임은 신역사학파는 사상적으로 사악한 사회주의자들과 다를 바가 없다고 비난하며, 그들을 대학 강단에 선 사회주의자, 즉 "강단사회주의자"라고 불렀다. 즉 이 명칭은 역사학파 경제학자들의 자칭이 아니라 타칭 혹은 멸칭으로서 붙은 이름이다. 그러나 동시대 일본에 신역사학파의 정책적 사회개량주의를 수입해온 카나이 노부루 등은 "강단사회당"을 자칭하기도 했다.
경제적 자유주의자들만 강단사회주의자들을 공격한 것은 아니었다. 강단사회주의의 기획 자체가 당대의 혁명적 사회민주주의에 대한 국가주의적 반동으로서 만들어진 것이었기 때문에 혁명적 사회주의자들과도 반목하는 관계였다. 로자 룩셈부르크는 『개혁이냐 혁명이냐』 제2판(1908년)에서 강단사회주의자 의원들이 사회주의자 진압법 연장에 투표했다는 것을 지적했고, 안톤 판네쿡도 1909년 『국제사회주의비평』에 기고한 글에서 슈몰러, 바그너, 마사리크를 기명해서 비난했다. 일본의 기타 잇키 또한 『국체론 및 순정사회주의』(1906년)에서 강단사회주의는 “자본가계급이 지식계급을 부려서 신성해야 할 대학의 강단과 윤리적 제도인 국가를 도둑질하는” 협잡질이요, “자본가주의가 사회주의의 국기(國旗)를 남용해 그 퇴각로를 더럽히려는 국제법 위반”,:80 “누에(키메라)적 사상”:4이라고 비판했다.

## 주요 강단사회주의자
- 아돌프 바그너
- 알베르트 셰플레
- 카를 뷔허
- 구스타프 폰 슈몰러[5]
- 루요 브렌타노